# Erik Björkman (språkforskare)
Erik Björkman, född 13 juni 1872 i Eskilstuna, död 10 maj 1919 i Uppsala, var en svensk språkforskare.
Björkman blev filosofie doktor i Uppsala 1896 och docent i engelska språket där 1900. År 1904 blev han extra ordinarie professor i germanska språk vid Lunds universitet och till professor i engelska språket och litteraturen i Göteborg samma år. År 1911 utnämndes han till professor i engelska språket vid Uppsala universitet. 
Björkman tillhörde i Göteborg det så kallade Lördagslaget, som samlades om lördagarna bland annat för att dryfta politiska frågor. Sällskapet räknade även bland andra Henrik Almstrand, Leonard Jägerskiöld, Ernst Hagelin, Otto Sylwan, Ludvig Stavenow, Axel Romdahl, Evald Lidén, Otto Lagercrantz, Axel Nilsson, Erland Nordenskiöld, Gösta Göthlin, Albert Lilienberg och Peter Lamberg.
Bland Björkmans många arbeten märks hans grundläggande undersökning Scandinavian loan-words in Middle English (1900–1902), hans viktiga bidrag till engelsk namnforskning, Nordische Personennamen in England in alt- und frühmittelenglischer Zeit (1910) och Zur englischen Namenkunde (1912), samt under senare år en rad uppsatser över Beowulfsproblem. Hans intresser för engelsk litteratur tog sig uttryck i en mönstergill upplaga av den medelengelska texten Morte Arthure (1915), samt de populärvetenskapliga monografierna Geoffrey Chaucer (1906) och Lord Byron (1916). Ämnet för Björkmans gradualavhandling var Smålandslagens ljudlära (1896), och även i fortsättningen publicerade han bidrag till nordisk liksom även till tysk filologi.
Erik Björkman är begravd på Uppsala gamla kyrkogård.